# Прешовски университет
Прешовския университет (на словашки: Prešovská univerzita) е висше учебно заведение в град Прешов, Словакия.

## Ректори
Ректори на университета през годините:
- Карол Феч (1997 – 2003)
- Франтишек Михина (2003 – 2007)
- Рене Матлович (2007 – 2015)
- Петър Коня (от 2015 г.)

## Факултети
- Факултет по изкуствата
- Факултет по гръкокатолическо богословие
- Факултет по хуманитарни и природни науки
- Факултет по мениджмънт
- Педагогически факултет
- Факултет по православно богословие
- Факултет по спорт
- Факултет по здравеопазване